# Генрієтта Нассау-Вайльбурзька
Генрієтта Нассау-Вайльбурзька (нім. Henriette von Nassau-Weilburg); 22 квітня 1780 — 2 січня 1857) — принцеса Нассау-Вайльбурзька, донька князя Нассау-Вайльбурга Карла Крістіана та принцеси Оранської Кароліни, дружина принца Вюртемберзького Людвіга. Благодійниця.

## Біографія

### Ранні роки
Генрієтта народилась 22 квітня 1780 року у Кірххаймболандені — містечку поблизу Вормса. 27 квітня було прилюдно оголошено про народження принцеси. Реформатський пастор та придворний проповідник Йоганн Фрідріх де Кот охрестив новонароджену в реформатській вірі із іменем Генрієтта. Французьке ім'я для немовляти в німецьких землях було звичним явищем для того часу.
Дівчинка стала п'ятою донькою та молодшою дитиною з численних нащадків князя Нассау-Вайльбурга Карла Крістіана та його дружини Кароліни Оранської. Карл Крістіан, хоч і походив з одного з найшляхетніших та найдавніших родів, однак, в масштабі Європі не мав великого впливу чи могутності. Його власний батько лише 1737 року отримав титул імперського князя.

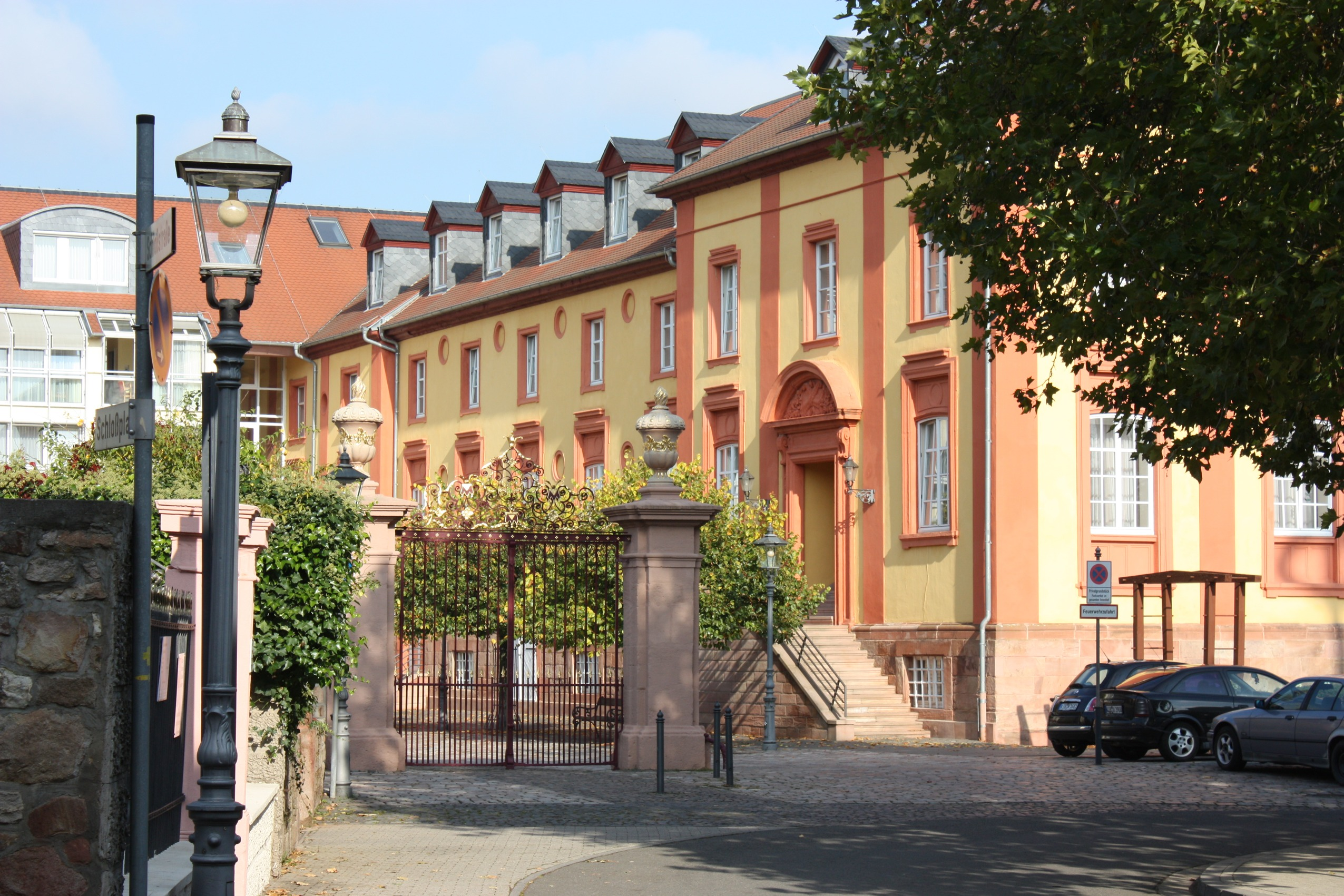
Замок Кірххаймболандена у наш час

На момент народження Генрієтти із старших дітей живими залишались доньки Марія, Луїза, Кароліна та Амалія й сини Фрідріх Вільгельм та Карл Вільгельм. Дитинство малюків проходило у замку Кірххаймболандена, оточеному великим садом.
Матір померла, коли Генрієтті було сім, батька не стало ще за рік. У спадок дівчинка отримала пристойну кількість грошей. Юридичним опікуном Генрієтти став князь Нассау-Узінґена Карл Вільгельм. У січні 1789 її старший брат Фрідріх Вільгельм досяг повноліття і став наступним правителем Нассау-Вайльбургу. Надалі він опікувався молодшими дітьми сам і власноруч навчав їх історії, природничим наукам та іншим предметам, в яких ретельно розбирався.
У вересні 1792 року, після окупації французами сусіднього Майнца, родина була змушена втікати. Спочатку вони оселились у Вайльбургу, у вересні 1795 — перебрались до Ганау і, нарешті, 1796-го осіли у Байройті. Це місто, разом з Ерлангеном та Ансбахом довгі роки слугувало притулком не лише німецькій шляхті, а й аристократам-французам.

### Шлюб
Саме там із Генрієттою познайомився вюртемберзький принц Людвіг. Йому сподобалась красива енергійна дівчина і шляхтич попросив її руки.
Весілля відбулось 28 січня 1797 року у Ермітажі, поблизу Байройта. Нареченій було 16 років, нареченому — 40. Людвіг вже мав сина від першого шлюбу із полькою Марією Чарториською. Як свідчать деякі джерела, не зважаючи на різницю у віці, шлюб був щасливим і гармонійним. За дев'ять місяців Генрієтта народила доньку, що згодом стала консорткою палатина Угорщини. Всього у шлюбі народила п'ятеро дітей. Оскільки родина часто переїжджала, всі вона з'явились на світ у різних містах. Виросли вони добре освіченими та релігійними людьми.
Людвіг спочатку був воякою прусської армії, а у 1800-му — перейшов на службу до російського імператора. Деякий час обіймав посаду губернатора Риги, що була центром Ліфляндської губернії.
У 1807 родина повернулася до Вюртембергу. Оскільки Людвіг полюбляв жити пишно — в нього утворилися величезні борги. До весілля Генрієтта нічого про це не знала. Марнотратство принца викликало обурення його старшого брата, правлячого короля, і сім'ю віддалили від двору. За принцом-вигнанцем мав спостерігати придворний офіцер полковник фон Міліус. Новою резиденцією родини було призначено замок Кірхгайм. 11 квітня 1811 року вони вперше побували там. Генрієтта з дітьми на постійній основі оселилися в замку восени. До того часу герцогиня страждала від спазматичного кашлю на ґрунті нервових переживань.
Апанаж сім'ї становив 33 581 флоринів на рік. Із материнських статків герцогиня продовжувала отримувати щорічний пансіон у 440 флоринів. Турботи по облаштуванню замку взяла на себе королівська сім'я. На освіти дітей окремо виділялися 4 тисячі флоринів.
Для них була найнята французька гувернантка. Генрієтта опанувала французьку мову й собі.
Навесні 1817 року пара видала в шлюб доньку Амелію, а за півроку Людвіга не стало. Генрієтта після його смерті була відновлена у попередніх економічних правах. Хоча й після того до неї періодично мали претензії кредитори чоловіка. 1820 всі економічні питання були влаштовані полюбовно.

### Подальше життя
Подальше життя герцогиня-вдова присвятила благодійності та влаштування шлюбів інших дітей. Окрім рангу рівності та бажаності політичного союзу, для неї грала велику роль фінансова сторона питання. Особисті симпатії вона вшановувала рідко.

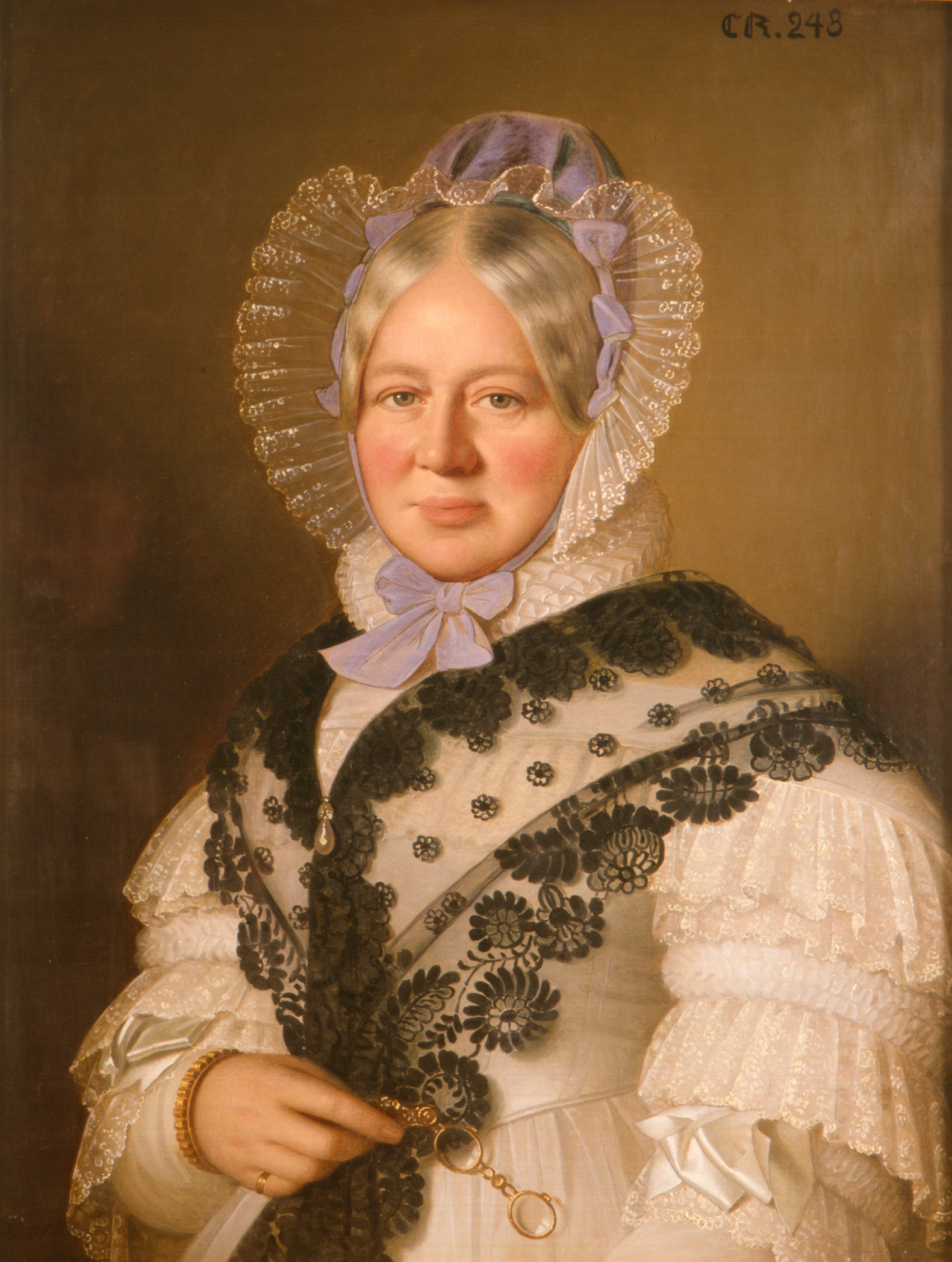
Герцогиня Генрієтта на портреті пензля Антона Айнсле, 1838

Із справжньою щирістю Генрієтта займалася благодійництвом. Вже у 1817 році пожертвувала на нещодавно відкриту промислову школу. Також приєдналася до створеної Асоціації добробуту, яку очолила у 1821. На цій посаді вона сприяла створенню добровольчої пожежної команди. У 1826 році, спільно із містом та опікунською радою, заснувала та фінансувала дитячий будинок «Paulinenpflege», який отримав назву від імені доньки Генрієтти, що відкрила аналогічний заклад у Штутгарті.
Також створювала школи та інші дитячі заклади, серед яких була школа для маленьких дітей — аналог сучасного дитсадка (1838).
У 1840-му за її ініціативи була відкрита одна з надсучасних лікарень для того часу, що отримала назву на ім'я зятя принцеси — «Wilhelmshospital».
На її прохання представник пієтизму Альберт Кнапп кілька років проповідував у Кірхгаймі-унтер-Теку. Кнапп згодом згадував, що герцогині не подобались церемонії і на богослужіннях вона сиділа серед інших парафіян. Для тих, хто не мав відповідного одягу для відвідування церкви, вона посилала безпосередньо вбрання.
Герцогиня пережила двох старших доньок і пішла з життя у Кірхгаймському замку 2 січня 1857 у досить похилому віці. Для жителів Кірхгайма це було важкою втратою, оскільки вони звикли бачити у Генрієтті не просто благодійницю, а «доброчесну мати».
Як і чоловік, похована у Монастирській церкві Штутгарта.

Як заявила у 2007 році представниця мера Кірхгайма-унтер-Тека Ангеліка Матт-Гайдекерː
«Соціальний вплив герцогині Генрієтти і досьогодні відлунюється в нашому місті. Як благодійниця, вона заклала міцні громадські традиції, що й дотепер існують у Кірхгаймі».
У замку, що був перетворений на музей, до 150-річчя із дня смерті герцогині була відкрита виставка, присвячена їй.

## Нагороди
Великий хрест Ордену святої Катерини (9 квітня 1801).

## Родина

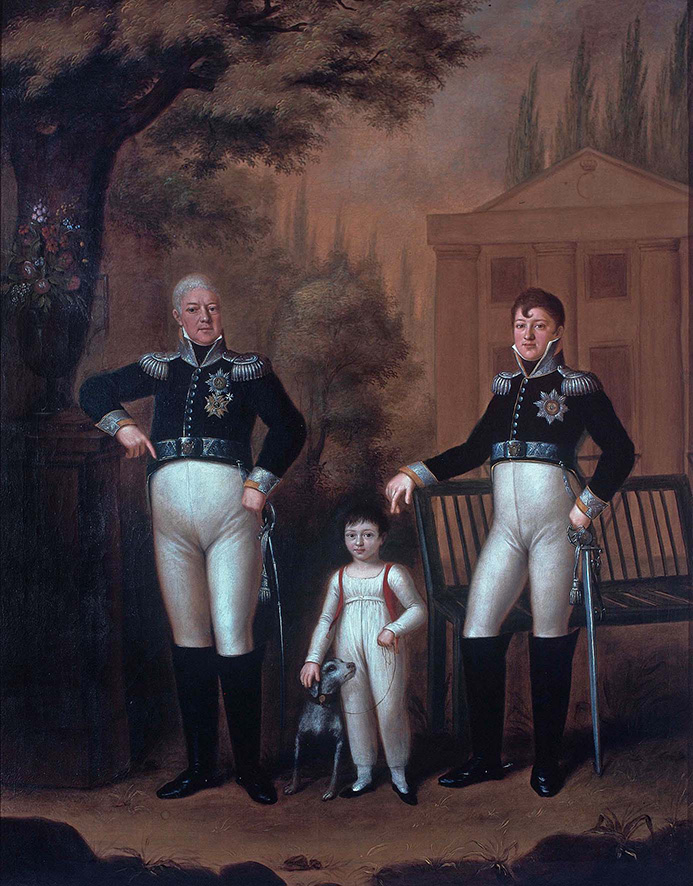
Людвіг Вюртемберзький

Чоловік — Людвіг Вюртемберзький
Діти:
- Марія Доротея (1797—1855) — дружина палатина Угорщини Йозефа Австрійського, мала із ним п'ятеро дітей;
- Амелія (1799—1848) — дружина герцога Саксен-Альтенбургу Йозефа, мала із ним шістьох доньок;
- Пауліна (1800—1873) — дружина короля Вюртембергу Вільгельма I, мала із ним трьох дітей;
- Єлизавета (1802—1864) — дружина принца Баденського Вільгельма, мала з ним чотирьох доньок;
- Александр (1804—1885) — генерал австрійської армії, був морганатично одруженим з угорською графинею Клодіною Реде фон Кіс-Реде, мав із нею трьох дітей.